# 西浦村 (山口県)
西浦村（にしのうらそん）は、山口県佐波郡にあった村。現在の防府市西浦にあたる。

## 地理
- 海洋：大海湾
- 山岳：田島山、女山、黒山
- 河川：佐波川

## 歴史
- 1889年（明治22年）4月1日 - 町村制の施行により、近世以来の西浦村が単独で自治体を形成。
- 1939年（昭和14年）11月3日 - 防府市に編入。同日西浦村廃止。